# Niederscheld
Niederscheld (vereinfachend auch Scheld) ist ein Dorf und als solches ein Stadtteil der Stadt Dillenburg im mittelhessischen Lahn-Dill-Kreis.

## Geografische Lage
Die Ortschaft liegt im Dilltal, das zum Westerwald gehört. Es befindet sich südlich der Dillenburger Kernstadt Niederscheld und ist von den Erhebungen Hohes Rad, Horst und Gleichen am Westrand des Schelder Waldes umgeben. Durch das Dorf fließen die namensgebende Schelde und die Dill, sowie zahlreiche kleine Bäche, wie Lützelbach und Hustenbach.

## Geschichte

### Ortsgeschichte

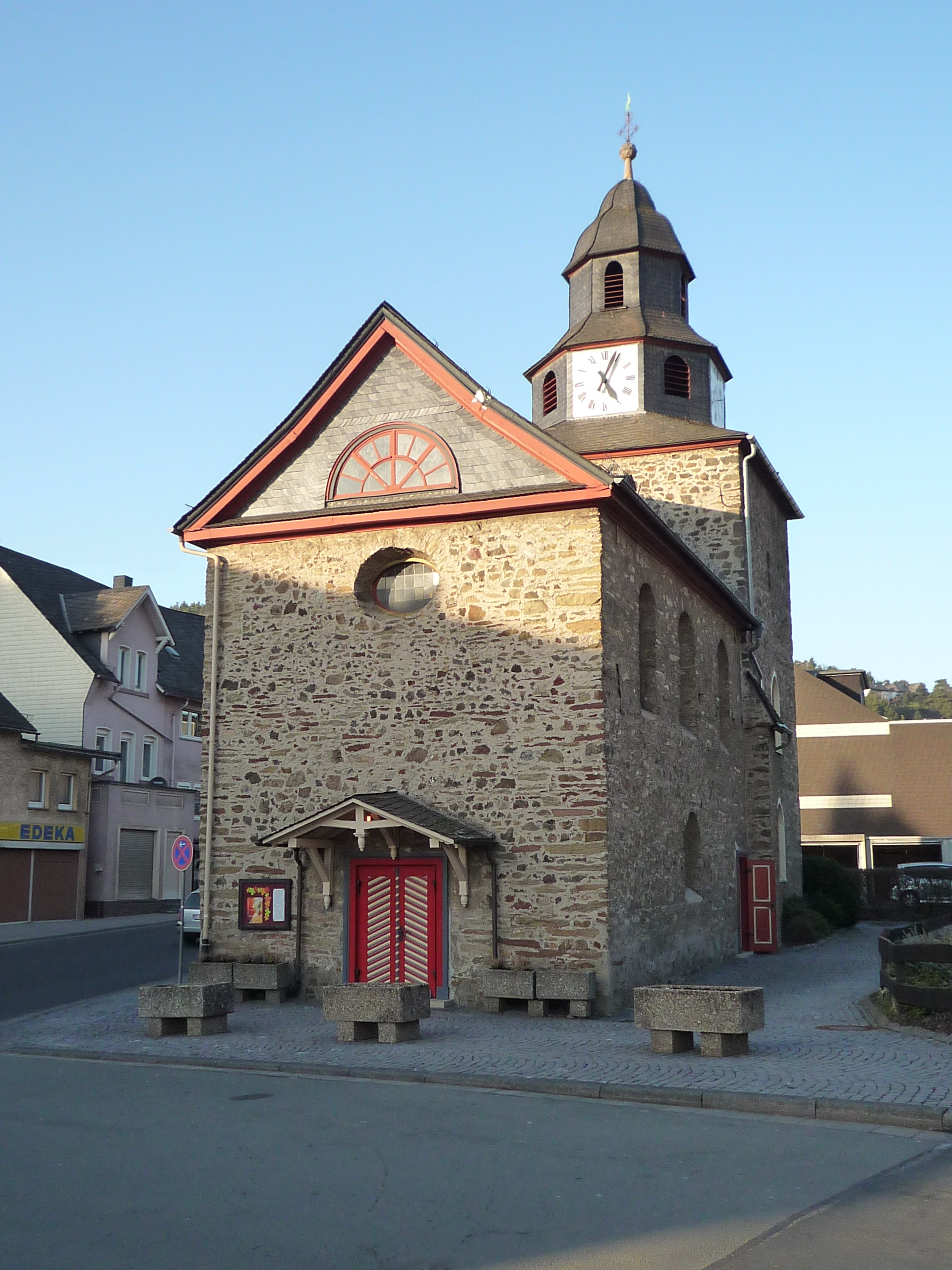
Evangelische Kirche (Niederscheld)

Die Ortschaft wurde schriftlich erstmals am 22. Oktober 1274 als Schelt erwähnt, als Heydenreich von Dernbach Besitzungen im Ort an das Stift Keppel im Siegerland verkaufte. Damals wurde noch nicht zwischen Niederscheld und Oberscheld unterschieden. Die erste eindeutige Erwähnung von Niederscheld war im Jahre 1447. Zwischen 1470 und 1490 suchte die Pest das Dorf heim. Im Jahre 1472 wurde ein Siechenhaus errichtet. Um 1530 erreichte die Reformation den Ort.
1604 erbaute man den Schelder Hammer zur Eisenverhüttung. Im Dreißigjährigen Krieg wurde Niederscheld mehrfach durch Truppen überfallen und ausgeplündert, die das Dillenburger Schloss belagerten. Niederscheld war 1629–1630 von Hexenverfolgung betroffen. Drei Frauen gerieten in Hexenprozesse und wurden hingerichtet.
Im Jahre 1756 ereignete sich ein großer Dorfbrand. 1806 kam Niederscheld zum Großherzogtum Berg und gehörte dort dem Département Sieg an, womit der Ort zeitweise französisch wurde. Die Gebrüder Frank kauften 1839 den Schelder Hammer und benannten ihn in Adolfshütte um. Mit der Errichtung der Dillstrecke (1862) und der Scheldetalbahn (1882) stieg die Eisenverhüttung in der Adolfshütte an.
Im Zweiten Weltkrieg wurde Niederscheld mit seinen umfangreichen Bahn- und Industrieanlagen mehrfach bombardiert. Bei einem Fliegerangriff am 25. Februar 1945 wurde das Dorf größtenteils zerstört. Bei Kriegsende lebten nur noch 80 Einwohner in Niederscheld.
Bundesweit in den Medien bekannt wurde Niederscheld durch das Scheldehochwasser 2006, welches den Ort stark getroffen hatte.
Am 28. Juni 2019 wurde eine unexplodierte 250-kg-Fliegerbombe oberhalb des Industrieparks Adolfshütte gefunden. Zu deren Entschärfung mussten etwa 5700 Menschen evakuiert werden: Niederscheld mit rund 2000 Einwohnern sowie etwa 3700 Bürger im Süden der Kernstadt.
Hessische Gebietsreform (1970–1977)
Im Zuge der Gebietsreform in Hessen wurde die bis dahin selbständige Gemeinde Niederscheld zugleich mit anderen Gemeinden am 1. Januar 1977 durch das Gesetz zur Neugliederung des Dillkreises, der Landkreise Gießen und Wetzlar und der Stadt Gießen in die Stadt Dillenburg eingemeindet. Für den Stadtteil Niederscheld wurde, wie für die anderen nach Dillenburg eingemeindeten ehemals eigenständigen Gemeinden, ein Ortsbezirk gebildet.

### Verwaltungsgeschichte im Überblick
Die folgende Liste zeigt die Staaten und Verwaltungseinheiten, denen Niederscheld angehört(e):
- vor 1739: Heiliges Römisches Reich, Grafschaft/Fürstentum Nassau-Dillenburg, Amt Dillenburg
- ab 1739: Heiliges Römisches Reich, Fürstentum Nassau-Diez, Amt Dillenburg
- 1806–1813: Großherzogtum Berg,[Anm. 2] Département Sieg, Arrondissement Dillenburg, Kanton Dillenburg
- 1813–1815: Fürstentum Nassau-Oranien, Amt Dillenburg
- ab 1816: Herzogtum Nassau[Anm. 3], Amt Dillenburg
- ab 1849: Herzogtum Nassau, Kreisamt Herborn[Anm. 4]
- ab 1854: Herzogtum Nassau, Amt Dillenburg
- ab 1867: Norddeutscher Bund[Anm. 5], Königreich Preußen,[Anm. 6] Provinz Hessen-Nassau, Regierungsbezirk Wiesbaden, Dillkreis[Anm. 7]
- ab 1871: Deutsches Reich, Königreich Preußen, Provinz Hessen-Nassau, Regierungsbezirk Wiesbaden, Dillkreis
- ab 1918: Deutsches Reich (Weimarer Republik), Freistaat Preußen, Provinz Hessen-Nassau, Regierungsbezirk Wiesbaden, Dillkreis
- ab 1932: Deutsches Reich, Freistaat Preußen, Provinz Hessen-Nassau, Regierungsbezirk Wiesbaden, Landkreis Dillenburg
- ab 1933: Deutsches Reich, Freistaat Preußen, Provinz Hessen-Nassau, Regierungsbezirk Wiesbaden, Dillkreis
- ab 1944: Deutsches Reich, Freistaat Preußen, Provinz Nassau, Dillkreis
- ab 1945: Amerikanische Besatzungszone,[Anm. 8] Groß-Hessen, Regierungsbezirk Wiesbaden, Dillkreis
- ab 1946: Amerikanische Besatzungszone, Hessen, Regierungsbezirk Wiesbaden, Dillkreis
- ab 1949: Bundesrepublik Deutschland, Hessen, Regierungsbezirk Wiesbaden, Dillkreis
- ab 1968: Bundesrepublik Deutschland, Hessen, Regierungsbezirk Darmstadt, Dillkreis
- ab 1977: Bundesrepublik Deutschland, Hessen, Regierungsbezirk Darmstadt, Lahn-Dill-Kreis, Stadt Dillenburg[Anm. 9]
- ab 1981: Bundesrepublik Deutschland, Hessen, Regierungsbezirk Gießen, Lahn-Dill-Kreis, Stadt Dillenburg

## Bevölkerung

### Einwohnerstruktur 2011
Nach den Erhebungen des Zensus 2011 lebten am Stichtag dem 9. Mai 2011 in Niederscheld 1992 Einwohner. Darunter waren 150 (7,85 %) Ausländer. Nach dem Lebensalter waren 354 Einwohner unter 18 Jahren, 798 zwischen 18 und 49, 390 zwischen 50 und 64 und 450 Einwohner waren älter. Die Einwohner lebten in 879 Haushalten. Davon waren 282 Singlehaushalte, 252 Paare ohne Kinder und 246 Paare mit Kindern, sowie 75 Alleinerziehende und 24 Wohngemeinschaften. In 234 Haushalten lebten ausschließlich Senioren und in 561 Haushaltungen lebten keine Senioren.

### Einwohnerentwicklung
| Niederscheld: Einwohnerzahlen von 1834 bis 2021 | Niederscheld: Einwohnerzahlen von 1834 bis 2021 | Niederscheld: Einwohnerzahlen von 1834 bis 2021 | Niederscheld: Einwohnerzahlen von 1834 bis 2021 | Niederscheld: Einwohnerzahlen von 1834 bis 2021 |
| --- | ----------------------------------------------- | ----------------------------------------------- | ----------------------------------------------- | ----------------------------------------------- |
| Jahr |                                                 |                                                 |                                                 | Einwohner                                       |
| 1834 | 1834                                            |                                                 | 622                                             | 622                                             |
| 1840 | 1840                                            |                                                 | 663                                             | 663                                             |
| 1846 | 1846                                            |                                                 | 708                                             | 708                                             |
| 1852 | 1852                                            |                                                 | 796                                             | 796                                             |
| 1858 | 1858                                            |                                                 | 837                                             | 837                                             |
| 1864 | 1864                                            |                                                 | 955                                             | 955                                             |
| 1871 | 1871                                            |                                                 | 1.031                                           | 1.031                                           |
| 1875 | 1875                                            |                                                 | 1.036                                           | 1.036                                           |
| 1885 | 1885                                            |                                                 | 1.110                                           | 1.110                                           |
| 1895 | 1895                                            |                                                 | 1.190                                           | 1.190                                           |
| 1905 | 1905                                            |                                                 | 1.507                                           | 1.507                                           |
| 1910 | 1910                                            |                                                 | 1.640                                           | 1.640                                           |
| 1925 | 1925                                            |                                                 | 1.595                                           | 1.595                                           |
| 1939 | 1939                                            |                                                 | 1.726                                           | 1.726                                           |
| 1946 | 1946                                            |                                                 | 1.676                                           | 1.676                                           |
| 1950 | 1950                                            |                                                 | 2.067                                           | 2.067                                           |
| 1956 | 1956                                            |                                                 | 2.096                                           | 2.096                                           |
| 1961 | 1961                                            |                                                 | 2.195                                           | 2.195                                           |
| 1967 | 1967                                            |                                                 | 2.356                                           | 2.356                                           |
| 1970 | 1970                                            |                                                 | 2.559                                           | 2.559                                           |
| 1980 | 1980                                            |                                                 | ?                                               | ?                                               |
| 1990 | 1990                                            |                                                 | ?                                               | ?                                               |
| 1999 | 1999                                            |                                                 | 2.237                                           | 2.237                                           |
| 2005 | 2005                                            |                                                 | 2.149                                           | 2.149                                           |
| 2009 | 2009                                            |                                                 | 2.036                                           | 2.036                                           |
| 2011 | 2011                                            |                                                 | 1.992                                           | 1.992                                           |
| 2014 | 2014                                            |                                                 | 1.989                                           | 1.989                                           |
| 2018 | 2018                                            |                                                 | 1.962                                           | 1.962                                           |
| 2021 | 2021                                            |                                                 | 1.970                                           | 1.970                                           |
| Datenquelle: Historisches Gemeindeverzeichnis für Hessen: Die Bevölkerung der Gemeinden 1834 bis 1967. Wiesbaden: Hessisches Statistisches Landesamt, 1968. Weitere Quellen: LAGIS; nach 1970 Stadt Dillenburg; Zensus 2011 |                                                 |                                                 |                                                 |                                                 |

### Historische Religionszugehörigkeit
| • 1885: | 1027 evangelische (= 92,52 %), 79 katholische (= 7,12 %) und 4 andere (= 0,36 %) Christen |
| • 1961: | 1814 evangelische (= 82,64 %) und 329 (= 14,99 %) katholische Einwohner                   |
| • 2018: | 1031 evangelische (= 52,55 %), 208 katholische (= 10,60 %) und 723 andere Einwohner       |

## Politik

### Ortsbeirat
Seit den Kommunalwahlen in Hessen 2021 besteht in Niederscheld kein Ortsbeirat mehr.

### Wappen
Am 6. Juli 1967 genehmigte der Hessische Minister des Innern das Wappen mit folgender Beschreibung:
| Wappen von Niederscheld | Blasonierung: „In Blau drei goldene Rauten schräg, darüber ein schräggestellter goldener Hammer.“ |
| Wappen von Niederscheld | Wappenbegründung: Zu Ende des dreizehnten Jahrhunderts taucht zum ersten Male der Name der Familie „von Schelt“ auf, die wie viele andere nassauische Geschlechter drei in Balkenform schräg gestellte Rauten im Wappen führten. Mit der Führung des Wappens derer von Schelt wird die Erinnerung an diese Sippe wachgehalten. Für das bis jetzt unerklärliche Beizeichen wurde für Niederscheld ein Hammer eingesetzt, der auf das einmal hier blühende Gewerbe der Nagelschmiede hinweist. |

## Kultur und Sehenswürdigkeiten

### Regelmäßige Veranstaltungen
Alle zwei Jahre findet in Niederscheld traditionsgemäß die Schelder Kirmes statt. Sie umfasst drei Festumzüge und ist eines der wichtigsten Ereignisse im Kalender eines jeden Niederschelders. Die Kirmes wird erstmals 1488 erwähnt.

### Vereine
LSG 1959 Niederscheld
- Schon in den 20er und 30er Jahren stand das Laienspiel in Niederscheld auf einem hohen Niveau. Es existierten drei Gesangvereine, in denen mehrere Mitglieder nicht nur den Gesang, sondern auch das Laienspiel liebten. So plätscherte das Wässerchen des Laienspiels dahin, bis sich einige Niederschelder am 27. Mai 1959 ein Herz nahmen und die "Laienspielgruppe 1959 Niederscheld" gründeten.

### Bauwerke

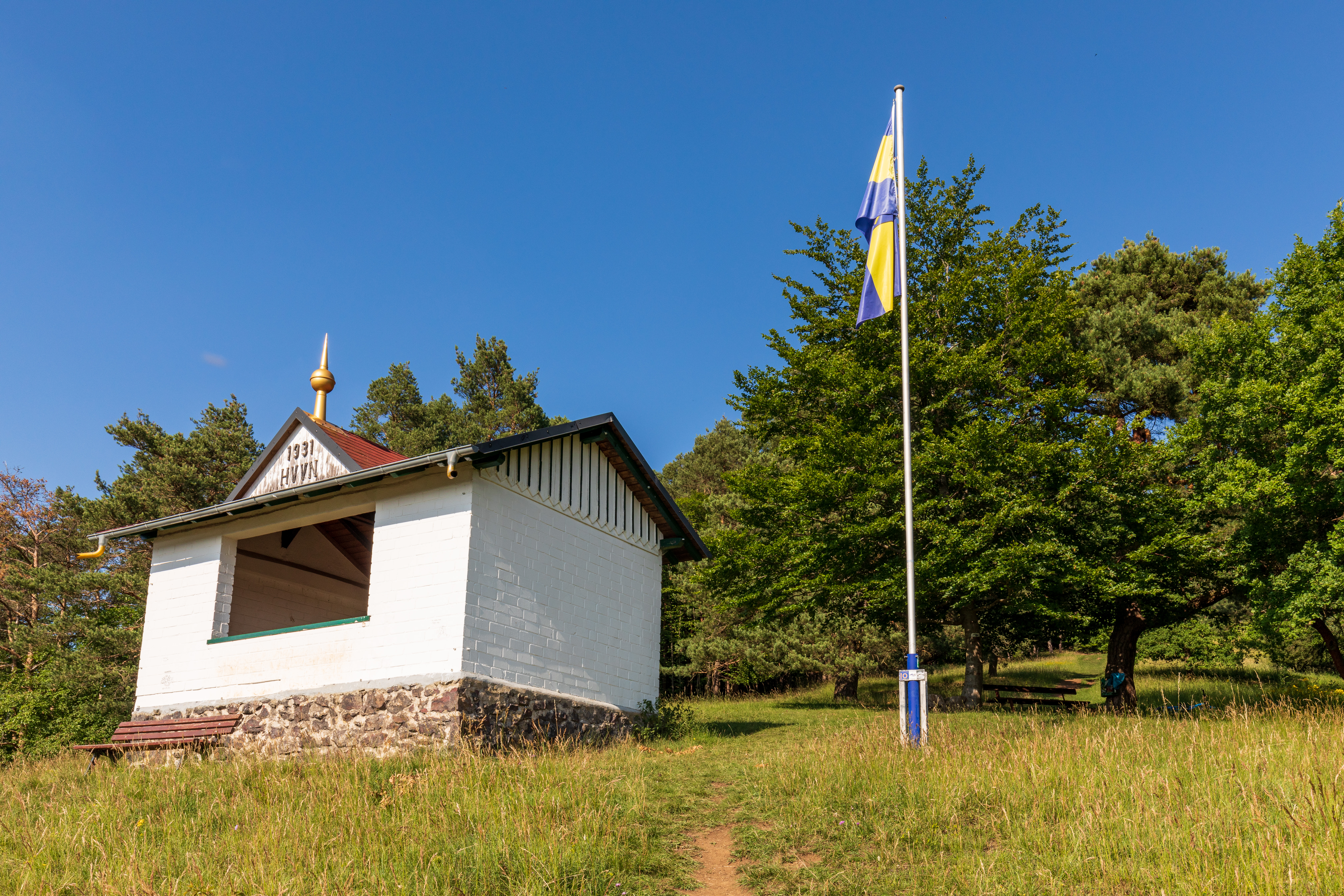
Gleichenhäuschen

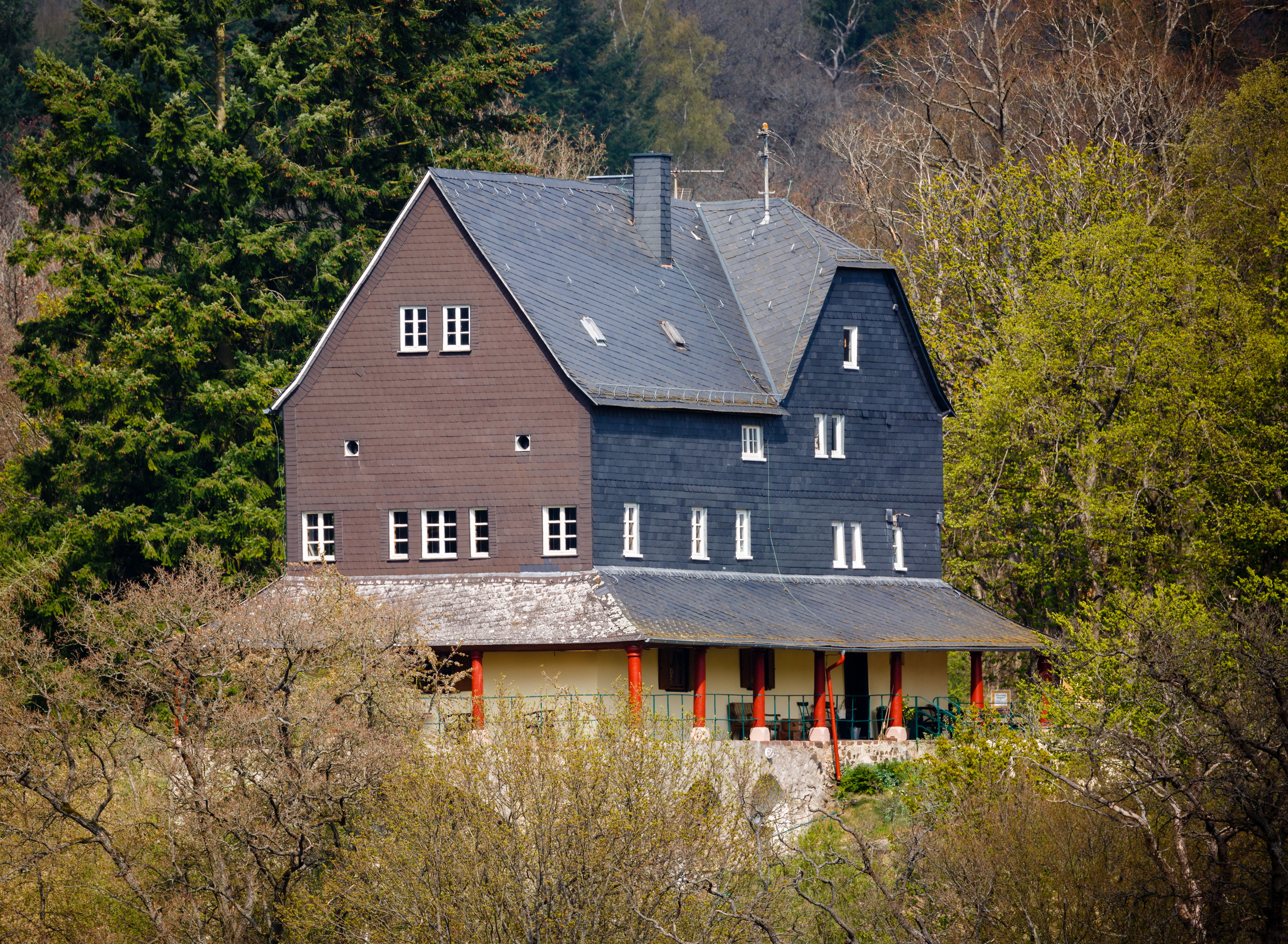
Ehemaliges Jagdhaus - Neuhaus

Bekannte Gebäude in Niederscheld sind u. a. das Gleichenhäuschen und das Neuhaus, ein im Juli 1640 fertiggestelltes Jagdhaus des Grafen Ludwig Heinrich von Nassau-Dillenburg.

## Wirtschaft und Infrastruktur

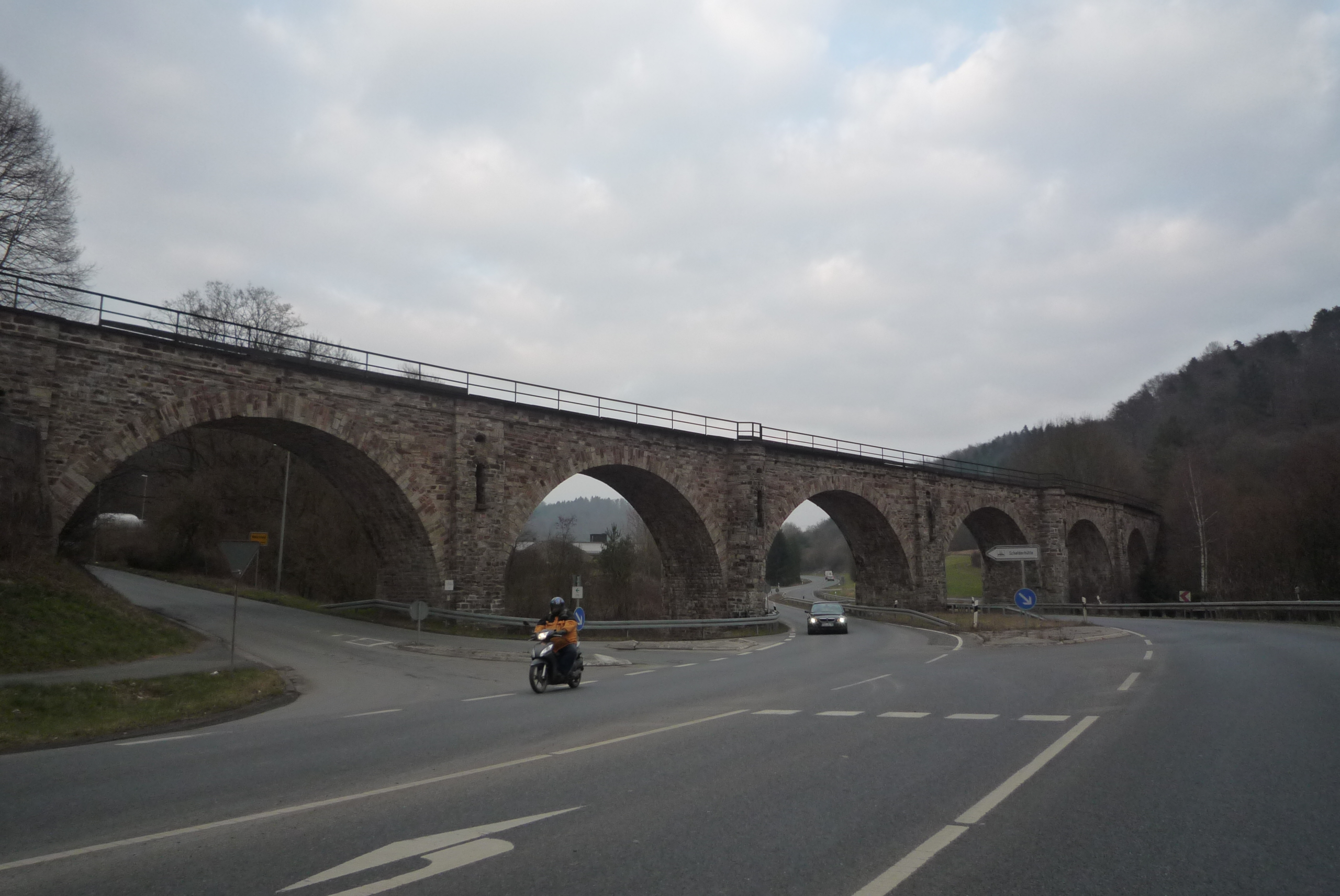
Bahnviadukt Niederscheld

### Verkehr
Am westlichen Ortsrand verläuft die vierspurige Bundesstraße 277 mit einer Anschlussstelle. Dort mündet die L 3042, die im Ort als Hauptstraße geführt wird und nach Oberscheld führt. Im Osten zweigt die K 52 in Richtung Eibach ab.
Niederscheld besitzt einen Haltepunkt an der Dillstrecke und wird vom Mittelhessen-Express bedient. Nahe dem Ort zweigte früher die Scheldetalbahn nach Wallau ab. Im Ort existierte der Bahnhof Adolfshütte sowie der Haltepunkt Niederscheld (Dillkr) Nord. Der Personenverkehr wurde am 30. Mai 1987 eingestellt.

### Einrichtungen
Im Ort gibt es einen Kindergarten, eine Grundschule (Scheldetalschule) sowie ein Dorfgemeinschaftshaus und eine Gemeinschaftshalle. Die Freiwillige Feuerwehr verfügt über ein Löschgruppenfahrzeug 10/6, einen Gerätewagen Logistik und ein Mannschaftstransportfahrzeug.

## Persönlichkeiten
- Johann Carl Grün (1819–1889), Unternehmer und Abgeordneter des Provinziallandtages der Provinz Hessen-Nassau